# Othresypna ochreicilia
Othresypna ochreicilia är en fjärilsart som beskrevs av George Francis Hampson 1891. Othresypna ochreicilia ingår i släktet Othresypna och familjen nattflyn. Inga underarter finns listade i Catalogue of Life.